# Alemusjaure
Alemusjaure är en sjö i Jokkmokks kommun i Lappland och ingår i Luleälvens huvudavrinningsområde. Sjön har en area på 0,448 kvadratkilometer och ligger 523 meter över havet. Alemusjaure ligger i Udtja Natura 2000-område.

## Delavrinningsområde
Alemusjaure ingår i det delavrinningsområde (737270-165788) som SMHI kallar för Utloppet av Lulle-Akojaure. Medelhöjden är 556 meter över havet och ytan är 22,35 kvadratkilometer. Det finns inga avrinningsområden uppströms utan avrinningsområdet är högsta punkten. Akkojåkkå som avvattnar avrinningsområdet har biflödesordning 4, vilket innebär att vattnet flödar genom totalt 4 vattendrag innan det når havet efter 245 kilometer. Avrinningsområdet består mestadels av skog (74 procent) och sankmarker (17 procent). Avrinningsområdet har 1,9 kvadratkilometer vattenytor vilket ger det en sjöprocent på 8,5 procent.